# 1783 a tudományban
Az 1783. év a tudományban és a technikában.

## Kémia
- A spanyol D'Elhuyar testvérek volframitból előállítják a tiszta volfrám fémet.

## Díjak
- Copley-érem: John Goodricke, Thomas Hutchins

## Halálozások
- szeptember 18. – Leonhard Euler matematikus (* 1707).
- október 29. – Jean le Rond d’Alembert fizikus, matematikus (* 1717).